# ایل آو هوپ (جورجیا)
ایل آو هوپ (به انگلیسی: Isle of Hope) یک منطقهٔ مسکونی در ایالات متحده آمریکا است که در شهرستان چاتهام، جورجیا واقع شده‌است. ایل آو هوپ ۵٫۹ کیلومتر مربع مساحت و ۲٬۴۰۲ نفر جمعیت دارد و ۴ متر بالاتر از سطح دریا واقع شده‌است.